# チャールズ・エヴァンス (プロレスラー)
チャールズ・エヴァンス（Charles Evans、生年非公開 - ）は、テキサス州出身のアメリカ合衆国のプロレスラー。
当時WWEの下部組織であったOVWのレスリング学校でトレーニングを受け、2005年にOVWでデビューした。
以降、OVWをはじめ、FCWやWWEのリングに上がった。
2008年にWWEを解雇され、プエルトリコのプロレス団体WWCに参加した。
また、2008年11月から2009年3月にかけては、覆面レスラー「ミスター・レスリング3号」として登場したスティーブ・コリノと組み、日本のプロレス団体ZERO1のリングで、NWAインターコンチネンタルタッグ王座をかけてリングに上がった。